# Диоп, Бираго
Бираго Диоп (11 декабря 1906 — 10 ноября 1989) — сенегальский поэт, писатель и фольклорист-собиратель народных африканских сказок. Ещё при жизни назывался одним из самых выдающихся франкоязычных писателей Африки и ведущим писателем литературного движения негритюд.

## Биография
Родился в городе Оуакам, был воспитан матерью и с детства полюбил народные африканские сказки. В 1920 году получил стипендию для обучения во франкоязычном колледже в Сен-Луи, бывшем тогда административным центром французской колонии Сенегал, где увлёкся французской литературой и начал писать собственные стихи. Однако себе он первоначально выбрал карьеру врача: в конце 1920-х годов некоторое время работал помощником врача в госпитале, а затем поступил в университет Тулузы во Франции, начав учиться на ветеринарного врача.
В университете он встретился с рядом других чернокожих студентов из французских колоний в Африке и Вест-Индии, подружившись, в частности, с Леопольдом Сенгором, вместе с которым в начале 1930-х годов стал активно участвовать в литературном движении под названием «негритюд». После окончания университета работал ветеринарным хирургом в различных французских колониях в Западной Африке, параллельно занимаясь активным сбором народных сказок у местного населения, в особенности среди народа волоф, из которого происходил он сам. Первое издание собранных им сказок было выпущено в 1934 году.
В 1940 году, во время Второй мировой войны, он был вынужден на два года переехать во Францию, но затем вернулся в Африку. С 1960 по 1964 год был первым послом независимого Сенегала в Тунисе, одновременно сделав перерыв в собирательстве сказок до середины 1970-х годов.
Скончался в возрасте 83 лет. Более всего известен собранными и адаптированными народными сказками, но его литературное наследие включает также несколько сборников лирической поэзии, написанных между 1925 и 1960 годами, автобиографию и ряд статей об африканском фольклоре. За переиздания сборников африканских сказок, первоначально вышедших в 1947 и 1958 годах, был награждён литературной премией Grand prix littéraire d'Afrique noire.